# I. Engelbert kölni érsek
Szent Engelbert (Solingen, 1185 vagy 1186. – Gevelsberg, 1227. november 7.) szentként tisztelt kölni érsek, vértanú.

## Élete
Engelbert a solingeni várkastélyban született 1185-ben, vagy 1186-ban, Bergi I. Engelbert gróf másodszülött fiaként. Édesanyja Gelderlandi Margit volt. Tanulmányait a kölni dómhoz tartozó katedrálisi iskolában végezte el. 1198-ban (alig tizenkét-tizenhárom évesen) préposttá nevezték ki, s hamarosan további prépostságokat (és ez által jövedelmet) szerzett, így Aachenben, Deventerben és Zutphenben. 1203-ban megválasztották Münster püspökévé, de a választását - korára hivatkozva - nem fogadta el.
1206-ban III. Ince pápa kiközösítette, mivel Adolf kölni érseket támogatta, aki Fülöp német király megválasztásáért küzdött, IV. Ottó német-római császárral szemben. Az egyházba 1212-ben fogadták vissza, miután vezeklésképpen részt vett a katharok elleni hadjáratban. Miután hűséget fogadott II. Frigyes német-római császárnak, a pápa visszavonta a kiközösítését.
Engelbertet 1216. február 29-én választották meg kölni érseknek. Miután élvezte Frigyes császár bizalmát, birodalmi adminisztrátor lett, illetve a császár rábízta fiának, a későbbi Henrik német király nevelését. Nem egyértelmű, hogy milyen mértékben, de részt vett a Confoederatio cum principibus ecclesiasticis elfogadásában, amely királyi előjogokat engedett egy klerikusok vezető rétegének.
Hivatali idejét hosszan tartó zavargások, illetve lázadások kísérték a  birodalom területén. Komoly tevékenységet folytatott abból a célból, hogy egyházmegyéje területén az egyházi és az állami joghatóságok működjenek. Kifejezetten fontosnak tartotta, hogy az egyházi hatalom nem lehet alávetve a világi hatalomnak, s a pápa előjogait senki nem korlátozhatja. Az emellett való kiállása komoly vitákhoz vezettek, a nemesség, illetve a saját családja ellenében is.
Ilyen eset volt, amikor Frederick Isenberg, az érsek unokatestvére, mint községi bíró (vogt) az esseni apácákat el akarta távolíttatni kolostorukból, ezért Engelbert bíróság elé idézte. Együtt utaztak a tárgyalásra Soestbe, amikor a mai Gevelsberg közelében egy szorosban az érseket - elégedetlen nemesek élén - Frederick Isenberg meggyilkolta.
Engelbert holttestét Kölnbe szállították, ahol a kölni dómba temették el. Bár hivatalosan nem avatták szentté, de tisztelete fennmaradt, s Konrad von Urach pápai legátus 1226. február 24-én a pápa megbízásából kijelentette, hogy ő egy mártír, aki az apácák védelme érdekében veszítette életét. Ezután szentként tisztelték, noha kanonizációja egyházjogilag nem zajlott le. Földi maradványait 1618. február 7-én helyezték át mai helyére.

## Fordítás
Ez a szócikk részben vagy egészben  az   Engelbert II of Berg című angol Wikipédia-szócikk fordításán alapul.  Az eredeti cikk szerkesztőit annak laptörténete sorolja fel. Ez a jelzés csupán a megfogalmazás eredetét és a szerzői jogokat jelzi, nem szolgál a cikkben szereplő információk forrásmegjelöléseként.